# Machulince
Machulince – wieś (obec) na Słowacji, w kraju nitrzańskim, w powiecie Zlaté Moravce na Nizinie Naddunajskiej
.